# كريس والش
كريس والش (6 نوفمبر 1975 في المملكة المتحدة - ) (بالإنجليزية: Chris Walsh)‏ هو لاعب كريكت بريطاني. لعب مع Cambridgeshire County Cricket Club ‏ وKent County Cricket Club ‏.

## وصلات خارجية
- كريس والش على موقع إي آس بي آن كريك إنفو (الإنجليزية)